# Astragalus gilvanensis
Astragalus gilvanensis es una especie de planta del género Astragalus, de la familia de las leguminosas, orden Fabales.

## Distribución
Astragalus gilvanensis se distribuye por Irán.

## Taxonomía
Fue descrita científicamente por Ranjbar & Nouri. Fue publicada en Ann. Bot. Fenn. 48: 344 (2011).